# Pteronotus gymnonotus
Pteronotus gymnonotus (Natterer, 1843) è un pipistrello della famiglia  diffuso in America centrale e meridionale.

## Descrizione

### Dimensioni
Pipistrello di medie dimensioni, con la lunghezza della testa e del corpo tra 55 e 69 mm, la lunghezza dell'avambraccio tra 50 e 55 mm, la lunghezza della coda tra 21 e 28 mm, la lunghezza del piede tra 10 e 13 mm, la lunghezza delle orecchie tra 16 e 21 mm e un peso fino a 18 g.

### Aspetto
La pelliccia è corta. Il colore generale del corpo è marrone o arancione. Il muso è corto ed appuntito, con dei lunghi peli sui lati del muso e una piccola piega cutanea sopra le narici. Le labbra sono rigonfie, quella inferiore è ricoperta di grosse papille verrucose. Gli occhi sono molto piccoli. Le orecchie sono strette, triangolari, appuntite e separate tra loro, con il bordo anteriore che si proietta in avanti fino sul muso e l'antitrago basso che si estende fino all'angolo posteriore della bocca. Il trago è lungo circa un terzo del padiglione auricolare. Le membrane alari sono unite sul dorso lungo la spina dorsale, dando l'impressione di una schiena nuda e sono attaccate posteriormente lungo la parte interna della tibia in prossimità del calcar, il quale è molto lungo. La coda è lunga e fuoriesce per circa la metà sulla superficie dorsale dell'ampio uropatagio. Il cariotipo è 2n=38 FNa=60.

## Biologia

### Comportamento
Si rifugia in grandi grotte, spesso insieme ad altri Mormoopidi.

### Alimentazione
Si nutre di insetti volanti, principalmente ortotteri, scarafaggi e falene, più raramente frutta e polline.

## Distribuzione e habitat
Questa specie è diffusa dallo stato messicano di Veracruz eccetto la Penisola dello Yucatán attraverso il Belize, Guatemala, Honduras, El Salvador, Nicaragua, Costa Rica e Panama fino alla Colombia settentrionale e centrale, Venezuela, Guyana settentrionale, Ecuador orientale, Perù, Bolivia settentrionale, stati brasiliani di Amazonas, Goiás, Mato Grosso, Pará, Piauí, Roraima e Distretto Federale.
Vive nelle foreste decidue secche e foreste sempreverdi fino a 400 metri di altitudine.

## Conservazione
La IUCN Red List, considerato il vasto areale, la popolazione presumibilmente numerosa e la presenza in diverse aree protette, classifica P.gymnonotus come specie a rischio minimo (Least Concern)).